# Wilfried Hannes
Wilfried Hannes (Düren, Alemania Federal, 17 de mayo de 1957) es un exjugador y actual entrenador de fútbol alemán. En su etapa como jugador profesional se desempeñaba como defensa.
Es conocido por su gran carrera a pesar de haber perdido la visión en el ojo derecho debido a un tumor cuando apenas era un niño. Su historia es considerada una de las muestras más grandes de superación en el mundo del deporte.

## Selección nacional
Fue internacional con la selección de Alemania Federal en 8 ocasiones. Formó parte de la selección subcampeona de la Copa del Mundo de 1982, pese a no haber jugado ningún partido durante el torneo.

### Participaciones en Copas del Mundo
| Mundial              | Sede   | Resultado  | Partidos | Goles |
| -------------------- | ------ | ---------- | -------- | ----- |
| Copa Mundial de 1982 | España | Subcampeón | 0        | 0     |

## Clubes

### Como jugador
| Club                     | País             | Año       |
| ------------------------ | ---------------- | --------- |
| Borussia Mönchengladbach | Alemania Federal | 1975-1986 |
| Schalke 04               | Alemania Federal | 1986-1988 |
| Bellinzona               | Suiza            | 1988      |
| Aarau                    | Suiza            | 1989      |

### Como entrenador
| Club                    | País     | Año       |
| ----------------------- | -------- | --------- |
| Alemannia Aachen        | Alemania | 1991-1994 |
| Rhenania Würselen       | Alemania | 1995-1998 |
| Borussia Freialdenhoven | Alemania | 1999-2003 |
| GFC Düren               | Alemania | 2003-2004 |
| Borussia Freialdenhoven | Alemania | 2004-2020 |

## Palmarés

### Campeonatos nacionales
| Título     | Club                     | País             | Año  |
| ---------- | ------------------------ | ---------------- | ---- |
| Bundesliga | Borussia Mönchengladbach | Alemania Federal | 1976 |
| Bundesliga | Borussia Mönchengladbach | Alemania Federal | 1977 |

### Copas internacionales
| Título          | Club                     | Sede       | Año  |
| --------------- | ------------------------ | ---------- | ---- |
| Copa de la UEFA | Borussia Mönchengladbach | Düsseldorf | 1979 |